# Svjetsko prvenstvo u motociklizmu 1964. – 125cc
Svjetsko prvenstvo u motociklizmu u klasi 125cc za 1964. godinu je osvojio švicarski vozač Luigi Taveri na motociklu proizvođača Honda.

## Raspored utrka i osvajači postolja
1964. godine je bilo na rasporedu 12 trkačih vikenda Svjetskog prvenstva, te su na njih 11 vožene utrke u klasi 125cc.
| rb | datum              | staza                      | utrka               | službeni naziv utrke                                       | pole poz.             | motocikl              | naj.krug              | motocikl              | pobjednik             | motocikl              | drugoplasirani        | motocikl              | trećeplasirani        | motocikl              | izvj.                                                             |
| -- | ------------------ | -------------------------- | ------------------- | ---------------------------------------------------------- | --------------------- | --------------------- | --------------------- | --------------------- | --------------------- | --------------------- | --------------------- | --------------------- | --------------------- | --------------------- | ----------------------------------------------------------------- |
| 1  | 2. veljače 1964.   | Daytona Speedway           | VN SAD-a            |                                                            | Mitsuo Itoh           | Suzuki                | Hugh Anderson         | Suzuki                | Hugh Anderson         | Suzuki                | Mitsuo Itoh           | Suzuki                | Bert Schneider        | Suzuki                | [ 1 ] [ 2 ] [ 3 ] [ 4 ] [ 5 ] [ 6 ] [ 7 ] [ 8 ]                   |
| 2  | 10. svibnja 1964.  | Montjuïc - Barcelona       | VN Španjolske       | 14° GP de España - 20° Circuito Internacional de Barcelona | Hugh Anderson         | Suzuki                | Luigi Taveri          | Honda                 | Luigi Taveri          | Honda                 | Jim Redman            | Honda                 | Rex Avery             | EMC                   | [ 1 ] [ 2 ] [ 3 ] [ 4 ] [ 9 ] [ 10 ] [ 11 ]                       |
| 3  | 17. svibnja 1964.  | Charade - Clermont-Ferrand | VN Francuske        | Grand Prix moto de France 1964                             | Hugh Anderson         | Suzuki                | Luigi Taveri          | Honda                 | Luigi Taveri          | Honda                 | Bert Schneider        | Suzuki                | Frank Perris          | Suzuki                | [ 1 ] [ 2 ] [ 3 ] [ 4 ] [ 12 ] [ 13 ] [ 14 ] [ 15 ]               |
| 4  | 10. lipnja 1964.   | Snaefell Mountain          | Tourist Trophy      | Isle of Man Tourist Trophy (T.T. Races 1964)               | Luigi Taveri          | Honda                 | Luigi Taveri          | Honda                 | Luigi Taveri          | Honda                 | Jim Redman            | Honda                 | Ralph Bryans          | Honda                 | [ 1 ] [ 2 ] [ 3 ] [ 4 ] [ 16 ] [ 17 ] [ 18 ] [ 19 ] [ 20 ] [ 21 ] |
| 5  | 27. lipnja 1964.   | Assen                      | VN Nizozemske       | Grote Prijs van Nederland der K.N.M.V                      | Hugh Anderson         | Suzuki                | Jim Redman            | Honda                 | Jim Redman            | Honda                 | Phil Read             | Yamaha                | Ralph Bryans          | Honda                 | [ 1 ] [ 2 ] [ 3 ] [ 4 ] [ 22 ] [ 23 ] [ 24 ] [ 25 ] [ 26 ] [ 27 ] |
|    | 5. srpnja 1964.    | Spa-Francorchamps          | VN Belgije          | Grand Prix de Belgique des motos                           | nije bilo utrke 125cc | nije bilo utrke 125cc | nije bilo utrke 125cc | nije bilo utrke 125cc | nije bilo utrke 125cc | nije bilo utrke 125cc | nije bilo utrke 125cc | nije bilo utrke 125cc | nije bilo utrke 125cc | nije bilo utrke 125cc | [ 1 ] [ 2 ] [ 3 ] [ 4 ] [ 28 ]                                    |
| 6  | 19. srpnja 1964.   | Solitude                   | VN Njemačke         | Grosser Preis von Deutschland                              | Hugh Anderson         | Suzuki                | Hugh Anderson         | Suzuki                | Jim Redman            | Honda                 | Luigi Taveri          | Honda                 | Walter Scheimann      | Honda                 | [ 1 ] [ 2 ] [ 3 ] [ 4 ] [ 29 ] [ 30 ] [ 31 ] [ 32 ] [ 33 ]        |
| 7  | 26. srpnja 1964.   | Sachsenring                | VN Istočne Njemačke | Großer Preis der Deutschen Demokratischen republik         | Hugh Anderson         | Suzuki                | Hugh Anderson         | Suzuki                | Hugh Anderson         | Suzuki                | Luigi Taveri          | Honda                 | Jim Redman            | Honda                 | [ 1 ] [ 2 ] [ 3 ] [ 4 ] [ 34 ] [ 35 ] [ 36 ] [ 37 ]               |
| 8  | 8. kolovoza 1964.  | Dundrod                    | VN Ulstera          | 36th Classic International Ulster Grand Prix               | Luigi Taveri          | Honda                 | Hugh Anderson         | Suzuki                | Hugh Anderson         | Suzuki                | Luigi Taveri          | Honda                 | Ralph Bryans          | Honda                 | [ 1 ] [ 2 ] [ 3 ] [ 4 ] [ 38 ] [ 39 ] [ 40 ] [ 41 ] [ 42 ]        |
| 9  | 30. kolovoza 1964. | Imatra                     | VN Finske           | Imatranajo / Soumen Grand Prix                             | Hugh Anderson         | Suzuki                | Jim Redman            | Honda                 | Luigi Taveri          | Honda                 | Ralph Bryans          | Honda                 | Jim Redman            | Honda                 | [ 1 ] [ 2 ] [ 3 ] [ 4 ] [ 43 ] [ 44 ] [ 45 ] [ 46 ] [ 47 ]        |
| 10 | 13. rujna 1964.    | Monza                      | VN Nacija           | 39º Gran Premio delle Nazioni                              | Luigi Taveri          | Honda                 | Hugh Anderson         | Suzuki                | Luigi Taveri          | Honda                 | Hugh Anderson         | Suzuki                | Ernst Degner          | Suzuki                | [ 1 ] [ 2 ] [ 3 ] [ 4 ] [ 48 ] [ 49 ] [ 50 ] [ 51 ] [ 52 ]        |
| 11 | 1. studenog 1964.  | Suzuka                     | VN Japana           |                                                            | Ralph Bryans          | Honda                 | Hugh Anderson         | Suzuki                | Ernst Degner          | Suzuki                | Luigi Taveri          | Honda                 | Yoshimi Katayama      | Suzuki                | [ 1 ] [ 2 ] [ 3 ] [ 4 ] [ 53 ] [ 54 ] [ 55 ] [ 56 ]               |

1. startna pozicija (eng. pole position) – kao statistika se broji od 1974. godine, dotad nije službeno dijeljena, te je ovisila o pojedinim stazama i utrkama 

VN Španjolske – kao datum održavanja navedenn i 3. svibnja 1964. 

Tourist Trophy - za TT utrku je klasa naznvana Lightweight 125 cc TT 

VN Nizozemske - također navedena kao Dutch TT, odnosno kao TT Assen 

VN Njemačke - također navedena kao VN Zapadne Njemačke 

VN Finske - također navedena kao Imatranajo 

VN Argentine – bila predviđena za 3. listopada 1964., ali je otkazana 

## Poredak za vozače
Sustav bodovanja
Bodove je osvajalo prvih 6 vozača u utrci. Od ukupnog broja osvojenih bodova, u poretku su vozaču stavljeni bodovi iz 6 utrka s najboljim plasmanom. 
| pozicija u utrci | 1. | 2. | 3. | 4. | 5. | 6. |
| bodovi           | 8  | 6  | 4  | 3  | 2  | 1  |

| mj. | vozač                | konstruktor | bm      | momčad (tim)                    | motocikl | bodova u poretku | (ukupno bodova) |
| --- | -------------------- | ----------- | ------- | ------------------------------- | -------- | ---------------- | --------------- |
| 1.  | Luigi Taveri         | Honda       | 11 / 29 |                                 | Honda    | 46               | (64)            |
| 2.  | Jim Redman           | Honda       | 4       | Honda Motor Co.                 | Honda    | 36               | (37)            |
| 3.  | Hugh Anderson        | Suzuki      | 1 / 9   | Suzuki Motor Co.                | Suzuki   | 34               |                 |
| 4.  | Bert Schneider       | Suzuki      | 11      | Suzuki Motor Co.                | Suzuki   | 22               | (24)            |
| 5.  | Ralph Bryans         | Honda       | 2       | Honda Motor Co.                 | Honda    | 21               |                 |
| 6.  | Ernst Degner         | Suzuki      |         |                                 | Suzuki   | 12               |                 |
| 7.  | Frank Perris         | Suzuki      | 10      | Suzuki Motor Co.                | Suzuki   | 10               |                 |
| 8.  | Mitsuo Itoh          | Suzuki      |         |                                 | Suzuki   | 6                |                 |
| 8.  | Phil Read            | Yamaha      | 15      | Yamaha Motor Co.                | Yamaha   | 6                |                 |
| 10. | Walter Scheimann     | Honda       | 42      |                                 | Honda    | 6                |                 |
| 11. | Rex Avery            | EMC         | 5       | Dr J. Ehrlich                   | EMC      | 4                |                 |
| 11. | Yoshimi Katayama     | Suzuki      |         |                                 | Suzuki   | 4                |                 |
| 13. | Jean-Pierre Beltoise | Bultaco     |         |                                 | Bultaco  | 4                |                 |
| 14. | Isao Morishita       | Suzuki      |         |                                 | Suzuki   | 3                |                 |
| 14. | Kunimitsu Takahashi  | Honda       |         | Honda Motor Co.                 | Honda    | 3                |                 |
| 14. | Stanislav Malina     | ČZ          | 22      | U.A.M.K.-C.S.S.R. Ustredni A.K. | ČZ       | 3                |                 |
| 14. | Heinz Rosner         | MZ          |         | VEB Motorrawerk Zschopau        | MZ       | 3                |                 |
| 14. | Teisuke Tanaka       | Suzuki      |         |                                 | Suzuki   | 3                |                 |
| 19. | Richard Thomas       | Honda       | 45      |                                 | Honda    | 2                |                 |
| 19. | Friedhelm Kohlar     | MZ          |         |                                 | MZ       | 2                |                 |
| 19. | Klaus Enderlein      | MZ          |         | VEB Motorradwerk Zschopau       | MZ       | 2                |                 |
| 19. | Hironori Matsushima  | Yamaha      |         |                                 | Yamaha   | 2                |                 |
| 23. | Bruce Beale          | Honda       | 1       | Honda Motor Co.                 | Honda    | 2                |                 |
| 24. | Gary Dickinson       | Honda       |         | Bill Hannah Ltd.                | Honda    | 1                |                 |
| 24. | Chris Vincent        | Honda       | 49      | Bill Hannah Ltd.                | Honda    | 1                |                 |
| 24. | Roland Föll          | Honda       |         |                                 | Honda    | 1                |                 |
| 24. | Peter Eser           | Honda       | 33      |                                 | Honda    | 1                |                 |
| 24. | Ramón Torras         | Bultaco     | 7 / 221 |                                 | Bultaco  | 1                |                 |
| 24. | Dieter Krumpholz     | MZ          |         | VEB Motorradwerk Zschopau       | MZ       | 1                |                 |
| 24. | Akiyasu Motohashi    | Yamaha      |         |                                 | Yamaha   | 1                |                 |

 u ljestvici vozači koji su osvojili bodove u prvenstvu 

## Poredak za konstruktore
Sustav bodovanja
Bodove za proizvođača osvaja najbolje plasirani motocikl proizvođača među prvih 6 u utrci. Od ukupnog broja osvojenih bodova, u poretku su konstruktoru stavljeni bodovi iz 6 utrka s najboljim plasmanom. 
| pozicija u utrci | 1. | 2. | 3. | 4. | 5. | 6. |
| bodovi           | 8  | 6  | 4  | 3  | 2  | 1  |

"Honda"' prvak u poretku konstruktora. 
| mj. | konstruktor | bod | (ukupno bodova) |
| --- | ----------- | --- | --------------- |
| 1.  | Honda       | 48  | (75)            |
| 2.  | Suzuki      | 44  | (56)            |
| 3.  | Yamaha      | 8   |                 |
| 4.  | MZ          | 5   |                 |
| 4.  | Bultaco     | 5   |                 |
| 6.  | EMC         | 4   |                 |
| 7.  | ČZ          | 3   |                 |

 u ljestvici konstruktori koji su osvojili bodove u prvenstvu 

## Vanjske poveznice
- (engl.) motogp.com
- (fr.) racingmemo.free.fr, LES CHAMPIONNATS DU MONDE DE VITESSE MOTO
- (fr.) pilotegpmoto.com, wayback
- (nizoz.) jumpingjack.nl, Alle Grand-Prix uitslagen en bijzonderheden, van 1973 (het jaar dat Jack begon met racen) tot heden., wayback
- (engl.) motorsport-archive.com, World 125ccm Championship :: Overview, wayback
- (engl.) the-sports.org, Moto - 125cc (Moto3) - Prize list
- (engl.) motorsporttop20.com, Motorcycle Championships
- (engl.) progcovers.com, Motor Racing Programme Covers / FIM Grand Prix World Championship Programmes / 500cc Class / MotoGP
- (engl.) 1964 Grand Prix motorcycle racing seasonn
- (njem.) de.wikipedia.org, Motorrad-Weltmeisterschaft 1964
- (tal.) it.wikipedia.org, Risultati del motomondiale 1964
- (nizoz.) nl.wikipedia.org, Wereldkampioenschap wegrace 1964